# Dinoptera minuta
Dinoptera minuta là một loài bọ cánh cứng trong họ Cerambycidae.